# Tricia O'Neil
Tricia O'Neil (Shreveport, Lusiana, 11 de marzo de 1945) es una actriz estadounidense.

## Carrera

### Inicios y carrera en la televisión
Nacida en Shreveport, Luisiana, O'Neil comenzó su carrera como modelo publicitaria antes de dedicarse a la actuación. Ella apareció por primera vez en comerciales de televisión y luego fue elegida para integrar el reparto de muchas series de televisión populares. Hizo una aparición temprana junto a Peter Falk como entrenadora de perros en un episodio de 1978 de la serie de televisión Columbo titulado "How to Dial a Murder". Interpretó a la doctora Maggie "Mo" Sullivan en la serie The A-Team.
Otras interpretaciones incluyen a la cantante de discoteca Julie Heller en el episodio "Murder! Murder!" de The Eddie Capra Mysteries (1978, NBC), como Dorothy Fulton en Hart to Hart (1979, ABC), como Charlie en The Fall Guy (1981, ABC), como Ashley Vickers en el episodio piloto de Murder, She Wrote (1984, CBS), como una periodista en un episodio de la segunda temporada de Riptide (1984, NBC) como  Victoria James en el episodio “Atentado a la Fundación Phoenix” en la serie MacGyver en 1987 y en papeles separados en tres episodios de Matlock de 1989 a 1994. Interpretó a la capitana Rachel Garrett en Star Trek: The Next Generation en el episodio "Yesterday's Enterprise" y a Klingon Kurak en el episodio "Suspicions". Más tarde actuó como estrella invitada en Star Trek: Deep Space Nine como Cardassian Korinas en el episodio "Defiant".

### Cine
Los créditos cinematográficos de O'Neil incluyen papeles en The Legend of Nigger Charley (1972), The Gumball Rally (1976), Mary Jane Harper Cried Last Night (1977), Are You in the House Alone? (1978), The Kid from Left Field (1979), Brave New World (1980), Piraña II: The Spawning (1981), Jacqueline Susann's Valley of the Dolls (1981), Ted and Venus (1991) y Titanic (1997) . Recibió un premio Theatre World por su actuación en el musical de Broadway Two by Two con Danny Kaye.